# 森悠子
森 悠子（もり ゆうこ、Yuko Mori、1944年9月9日 - 2025年3月25日）は、日本のクラシック音楽のヴァイオリニスト。教育哲学者森昭の二女。

## 経歴
大阪府高槻市生まれ。6歳からスズキ・メソードでヴァイオリンを始めた。高槻市立第一中学校在学中から相愛音楽教室に通い、1960年に桐朋女子高等学校に入学、1963年に桐朋学園大学に進んだ。桐朋では鷲見三郎、齋藤秀雄に師事した。1967年に大学卒業後、齋藤の助手として子供のための音楽教室の弦楽合奏の指導に当たった。
1970年にチェコスロヴァキアへ留学し、マリエ・ホロニョヴァに師事した後、フランスにも留学、ミシェル・オークレールに師事。1990年に京都でフランス音楽アカデミーを開校、その音楽監督に就任した。
2025年3月25日、京都市上京区の自宅で亡くなったのを親族が見つけた。80歳没。フランス音楽アカデミーは現在も存続している。